# Fuentes de Carbajal
Fuentes de Carbajal is een gemeente in de Spaanse provincie León in de regio Castilië en León met een oppervlakte van 32,13 km². Fuentes de Carbajal telt 92 inwoners (1 januari 2016).

## Demografische ontwikkeling
Bron: INE, 1857-2011: volkstellingen
Opm.: Voor 1857 behoorde Fuentes de Carbajal tot de gemeente Gordoncillo